# Villa Tugendhat

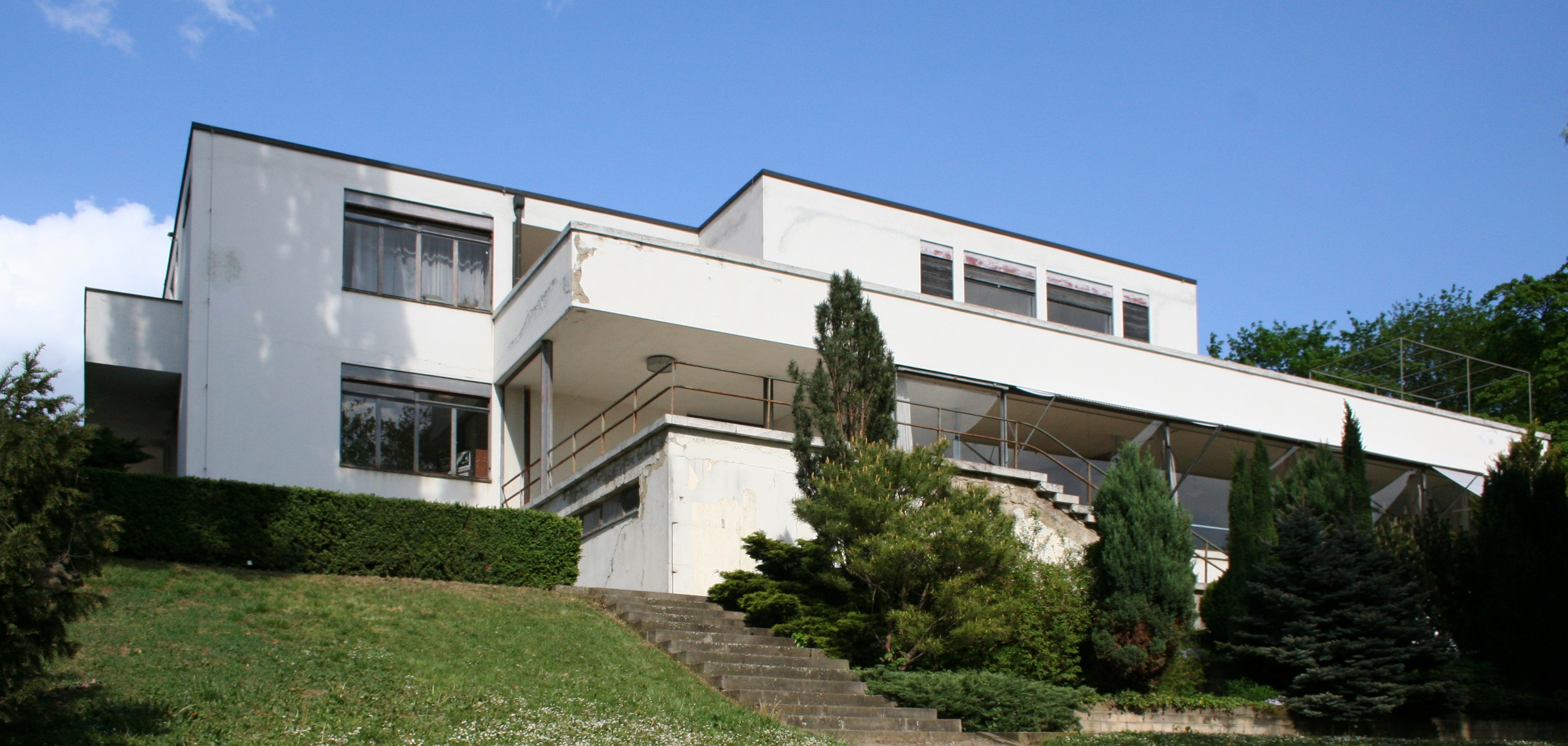
Villa Tugendhat

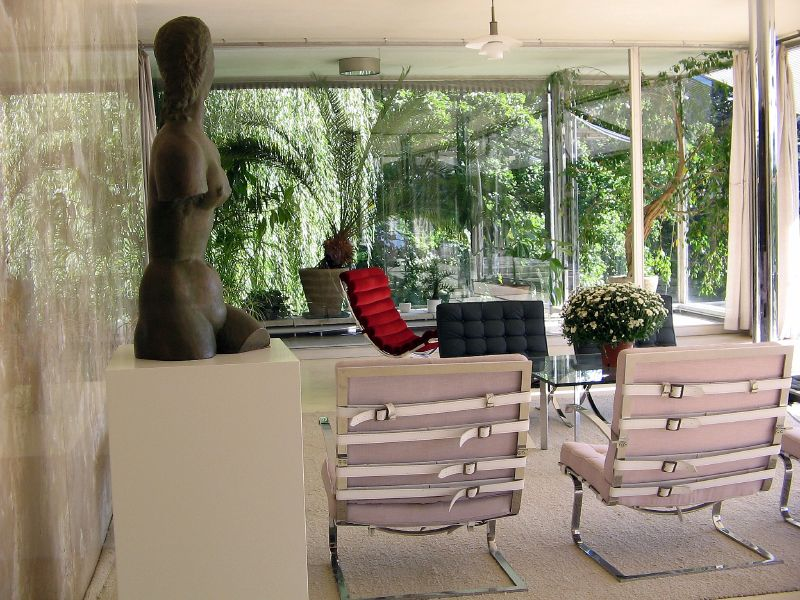
Interiörbild

Villa Tugendhat är ett bostadshus i Brno, Tjeckien, som stod färdigt 1930 efter ritningar av Ludwig Mies van der Rohe. Villa Tugendhat anses som ett av dennes främsta verk och är sedan 2001 på Unescos världsarvslista.
Villan ritades i funktionalistisk stil med exklusiva material och en modern konstruktion med stålbalkar som bärande element. Detta möjliggjorde en öppen planlösning, vilket tillsammans med stora fönsterpartier och få dekorationer gav interiören ett luftigt och rent intryck. Mies van der Rohe formgav också delar av inredningen, såsom de idag så klassiska Brno- och Tugendhatstolen. Det arkitektoniska uttrycket delar Villa Tugendhat med den samtida Barcelonapaviljongen, även om villan var större och mer praktisk då den var ämnad som ett bostadshus.
Villan byggdes på uppdrag av det judiska paret Fritz och Greta Tugendhat, vilka tvingades fly från villan 1938. År 1967 återvände Greta Tugendhat med en senior arkitekt från Mies van der Rohes studio i Chiago och förklarade den ursprungliga designen för honom. 
Efter andra världskriget användes huset som statligt residens och 1992 skrevs avtalet som upplöste Tjeckoslovakien i Tjeckien och Slovakien här. Sedan 1994 är villan ett museum som drivs av staden Brno, öppet för allmänheten.
2007 ansökte Fritz och Greta Tugendhats arvingar om att få tillbaka villan i enighet med lagen om återlämnande av konst som konfiskerats under andra världskriget. Staden Brno bestrider att villan är ett konstverk. Familjen uppger sig frustrerad över att villan inte underhållits ordentligt och tillåtits förfalla.
Villan förekommer i filmen Hannibal Rising, som filmens skurks villa. Villan spelar också en central roll i Simon Mawers bok "The Glass Room".
Mellan 2010 och 2012 genomgick villan en komplett rekonstruktion som kostade 156 miljoner tjeckiska kronor. Från 6 mars 2012 är den igen öppen för allmänheten.